# Vasili Lazarev
Vasili Grigorjevitsj Lazarev ('Russisch: Василий Григорьевич Лазарев) (Porosjina, rajon Kytmanovo van de kraj Altaj, 23 februari 1928 – 31 december 1990) was een Russische kosmonaut uit de eerste helft van de jaren 70. Vasili was van eenvoudige komaf: zijn ouders waren boeren. Lazarev doorliep zijn eerste schooljaren in Sverdlovsk (tegenwoordig Jekaterinenburg). Als kind droomde hij er al van om te kunnen vliegen.

## Opleiding tot arts
In 1943 waagde hij op 15-jarige leeftijd al een poging om te worden toegelaten tot de basistraining voor piloot. Dit mislukte en Lazarev keerde terug naar school, haalde in 1945 zijn diploma en begon een vervolgstudie aan het medisch instituut te Sverdlovsk. Tijdens zijn laatste studiejaar accepteerde hij het aanbod om zich te specialiseren in de behandeling van piloten en ruimtevaarders. In 1952 studeerde hij af aan de militair-medische afdeling van het medisch instituut te Saratov en ontving zijn bul. Vervolgens ging hij aan de slag als legerarts.
Zijn jeugddroom bleef hem echter achtervolgen en hij schreef zich in aan de militaire luchtvaartschool te Tsjoehoejiv, waarvoor hij in 1954 slaagde. Hierna ging Lazarev in eerste instantie aan de slag als instructeur-piloot. Van 1955 tot 1959 bekleedde hij achtereenvolgens de functie van testpiloot, senior testpiloot en dokter. Hij deed ervaring op met verschillende types vliegtuigen en was betrokken bij het uittesten van vliegpakken, g-pakken en zuurstofapparatuur voor gebruik op grote hoogtes. In de luchtmacht bereikte hij de rang van kolonel.
Zo verbleef hij meer dan 28 uur in het Volgalaboratorium, gespecialiseerd in onderzoek op grote hoogte. Gelijktijdig wekten de fysieke en psychische gevolgen van het maken van een vlucht op het menselijk lichaam zijn interesse. In 1959 probeerde hij tot de kosmonautenopleiding te worden toegelaten, samen met German Titov, Joeri Gagarin en anderen, doch werd afgewezen. Hij waagde een tweede poging in 1963, maar werd om medische redenen wederom geweigerd. Maar zijn derde poging slaagde en zijn droom ging in vervulling toen hij vanaf 26 mei 1964 aan de kosmonautentraining mocht deelnemen.

## Kosmonaut
De eerste vlucht kreeg hij op 12 oktober 1964 toegewezen. Hij stond echter reserve en hoefde niet in actie te komen, want de lancering van Voschod 1 verliep voorspoedig. Zo'n zes jaar later, op 1 juni 1970, fungeerde hij opnieuw als reserve ten tijde van Sojoez 9. Wederom bleef hij op de grond toen ook deze lancering zonder problemen doorgang vond. Maar op 29 september 1973 greep Lazarev zijn kans. De vluchtleiding wenste hem als gezagvoerder van Sojoez 12, een hele eer aangezien het een belangrijke proefvlucht betrof. Zijn copiloot was Oleg Makarov. Zijn eerste missie verliep voorspoedig en na bijna twee dagen keerde het tweetal behouden terug. Voor de vlucht van Sojoez 17 nam hij weer plaats op de reservebank. Zijn volgende Sojoez-vlucht zou iedereen nog lang heugen.
Op 5 april 1975 ging hij voor de tweede keer omhoog. Nogmaals vormden hij en Makarov de bemanning. Het duo moest een koppeling uitvoeren met het ruimtestation Saljoet 4. Tijdens de lancering kreeg de derde trap problemen, week van zijn koers af en de capsule dook naar de grond. De noodsystemen functioneerden weliswaar goed, maar door de grote g-krachten liep Lazarev vrij ernstig letsel op. Zijn tweede vlucht duurde slechts 21 minuten en 27 seconden. De bemanning moest lang op redding wachten op de besneeuwde berghellingen en men onthield hun de financiële bonus die normaliter na het maken van een ruimtevlucht werd toegekend. Zowel Lazarev als Makarov weigerden dat te accepteren; dat de vlucht mislukte was niet hun fout. Keer op keer werd hun beroep tegen die beslissing echter afgewezen. Maar toen ze ten langen leste Leonid Brezjnev persoonlijk benaderden was deze een andere mening toegedaan. De grote baas oordeelde, dat het mislukken van Sojoez 18A hen niet kon worden aangerekend. Zo kregen Makarov en Lazarev alsnog genoegdoening.

## Einde carrière en overlijden
Zijn grote droom vervloog toen hij op medische gronden niet meer voor verdere missies in aanmerking kwam. Een zeer hard gelag voor Lazarev, die vervolgens zijn dagen sleet in het trainingscentrum voor kosmonauten. In 1979 schreef hij een boek over zijn testen met ruimtevaartuigen. In 1985 verliet hij het kosmonautenkorps. Hij verbleef in totaal 1 dag, 23 uur, 36 minuten en 59 seconden in de ruimte.
Lazarev overleed op oudejaarsdag 1990 op de leeftijd van 62 jaar aan alcoholvergiftiging. Hij liet een vrouw en kind achter en werd begraven in Moskou. Hij ontving twee onderscheidingen: Held van de Sovjet-Unie (1973) en de Leninorde.